# وانغ جون (لاعب كرة قدم صيني)
وانغ جون (بالصينية: 王俊) (16 مارس 1966 في الصين - ) هو لاعب كرة قدم صيني في مركز الهجوم. لعب مع نادي تيانجين تيدا.